# Maajärvi
Maajärvi är en sjö i Finland. Den ligger i kommunen Ruovesi i landskapet Birkaland, i den södra delen av landet, 200 km norr om huvudstaden Helsingfors. Maajärvi ligger 132 meter över havet. I omgivningarna runt Maajärvi växer i huvudsak blandskog. Arean är 23,1 hektar och strandlinjen är 3,19 kilometer lång. Sjön  ingår i Kumo älvs huvudavrinningsområde. 